# فتاة خارجة عن المألوف
فتاة خارجة عن المألوف(بالإنجليزية: Gooney Bird Greene) هي رواية صُدرت عام 2002 هي أول عمل في سلسلة من الروايات الموجهة للأطفال من تأليف لويس لوري. تدور أحداثها حول فتاة في الصف الثاني الابتدائي تتميز بقدرتها الفريدة على سرد القصص. أبدعت في رسومها التوضيحية الفنانة ميِدي توماس.

## القصة
تدور أحداث القصة حول فتاة تُدعى غوني بيرد غرين طالبة جديدة في صف المعلمة بيجون بمدرسة واترتاور الابتدائية. ومنذ دخولها إلى الفصل، أصبحت محط أنظار الجميع بفضل أسلوبها غير التقليدي في ارتداء الملابس، وموهبتها اللافتة في رواية القصص. كانت تظهر بملابس غريبة مثل المنامة أو تنورة الباليه، وتُحب أن تكون في مركز الاهتمام.
خلال القصة، تسرد مجموعة من الحكايات المثيرة حول تجاربها الشخصية، وكل واحدة منها تنتهي بالتواء غير متوقّع يدفع زملاءها إلى الترقب والشغف لسماع المزيد. من بين ما ترويه، قصة وصولها إلى المدينة على سجادة طائرة قادمة من الصين، وأخرى عن قيادتها لفرقة موسيقية. ورغم أن تلك الحكايات تبدو غير قابلة للتصديق، إلا أن كل واحدة منها تنكشف في النهاية على نحوٍ يُثبت صحتها بطريقة غير متوقعة.
من خلال تلك القصص، تُسهم في تعليم زملائها أُسس السرد، وتُبرز لهم أهمية التفاصيل، والمفاجأة، والخيال. ومع كل قصة، يكتشف الأطفال متعة الحكي، وقوة الخيال في تحويل الكلمات إلى عوالم حيّة.
تُعد رواية غوني بيرد غرين عملًا أدبيًا ممتعًا يحتفي بالتميز الفردي، والإبداع، ومتعة القص. وهي الجزء الأول من سلسلة أدبية مخصصة للأطفال، تُقدَّم من خلالها حكايات مبتكرة ودروس تحمل معاني قيّمة.

## الإستقبال النقدي
حُظيت رواية غوني بيرد غرين بمراجعات إيجابية في المجمل. أبدت مجلة بابليشرز ويكلي شيئًا من التحفّظ تجاه براعة البطلة في سرد القصص مقارنة بسِنّها، لكنها أشادت بتصرفاتها الغريبة وحكاياتها الطريفة، معتبرة أنها ممتعة، خاصة بالنسبة للأطفال.
أما كيركس ريفيوز أثنت على الرسوم والتصميم الفني للرواية، ووصفت قصص الطالبة في الصف الثاني بأنها ذكية، كما أشارت إلى أن الكتاب يُعد وسيلة فعالة في تعليم مهارات الكتابة وفن السرد القصصي.